# Tōmi
Tōmi (東御市?, Tōmi-shi) è una città giapponese della prefettura di Nagano.